# Nikola Maric
Nikola Maric  (Trebinje, Bosnia y Herzegovina, 19 de diciembre de 1998) es un jugador bosnio de baloncesto. Mide 2,07 metros de altura y ocupa la posición de ala-pívot en las filas del Bàsquet Girona de la Liga ACB.

## Biografía
Formado en la escuela bosnia del KK Leotar Trebinje, destacaría muy pronto en las categorías inferiores de la Selección de baloncesto de Bosnia y Herzegovina.
En 2013, se incorpora en categoría cadete al Joventut Badalona y más tarde, destacando en categoría júnior donde sería subcampeón del Campeonato de España Junior en 2015.
En 2015, el ala pívot internacional bosnio firma por el Baloncesto Fuenlabrada y forma parte del equipo júnior y su filial el Viten Fuenlabrada de Liga EBA, donde jugaría 7 partidos, antes de abandonar el club madrileño y firmar en verano de 2016 por el filial del Morabanc Andorra.
En la jornada 6 de la liga ACB, disputada el 30 de octubre de 2016, frente al Valencia Basket, el ala pívot bosnio haría su debut en Liga ACB.
El 30 de junio de 2025, firma por el Bàsquet Girona de la liga ACB
.

## Trayectoria profesional
- Categorías inferiores del KK Leotar Trebinje.
- Joventut Badalona (Júnior) (2013-2015)
- Viten Fuenlabrada (LEB Plata) (2015-2016)
- Morabanc Andorra B (Liga EBA) (2016-Actualidad)
- Morabanc Andorra (Liga ACB) (2016-2025)
- Bàsquet Girona (Liga ACB) (2025-Actualidad)

## Internacionalidad
- 2016. Bosnia-Herzegovina. Europeo Sub-18, en Samsun (Turquía).

## Palmarés
- 2014-15. Joventut Badalona. Campeonato de España Junior. Subcampeón